# Gle Pangwa
Gle Pangwa är en kulle i Indonesien.   Den ligger i provinsen Aceh, i den västra delen av landet, 1 700 km nordväst om huvudstaden Jakarta. Toppen på Gle Pangwa är 68 meter över havet.
Terrängen runt Gle Pangwa är platt åt nordost, men åt sydväst är den kuperad. Havet är nära Gle Pangwa norrut.Runt Gle Pangwa är det ganska tätbefolkat, med 160 invånare per kvadratkilometer. Närmaste större samhälle är Reuleuet, 7,7 km öster om Gle Pangwa. I omgivningarna runt Gle Pangwa växer i huvudsak städsegrön lövskog.